# Dereck Lively
Dereck Jerome Lively II (* 12. Februar 2004) ist ein US-amerikanischer Basketballspieler, der seit 2023 bei den Dallas Mavericks in der National Basketball Association (NBA) unter Vertrag steht. Lively ist 2,16 Meter groß und läuft als Center auf. Er spielte eine Saison College-Basketball bei den Duke Blue Devils.

## Professionelle Karriere

### Dallas Mavericks (seit 2023)
Die Oklahoma City Thunder wählten Lively im NBA-Draft 2023 an zwölfter Stelle aus und tauschten ihn dann zu den Dallas Mavericks, und am 8. Juli 2023 unterzeichnete er einen Vertrag bei den Mavericks. Am 25. Oktober 2023 gab Lively sein NBA-Debüt und erzielte dabei 16 Punkte, 10 Rebounds, einen Block und einen Steal bei einem 126:119-Sieg gegen die San Antonio Spurs.